# Джонстон (Род-Айленд)
Джонстон (англ. Johnston) — місто (англ. town) в США, в окрузі Провіденс штату Род-Айленд. Населення — 29 568 осіб (2020).

## Демографія

### Перепис 2010
Згідно з переписом 2010 року, у місті мешкало 28 769 осіб у 11 719 домогосподарствах у складі 7569 родин. Було 12439 помешкань
Расовий склад населення:
| - 92,0 % — білих - 2,0 % — чорних або афроамериканців - 2,0 % — азіатів - 0,1 % — вихідців з тихоокеанських островів - 0,1 % — корінних американців - 2,1 % — осіб інших рас |

До двох чи більше рас належало 1,7 %. Частка іспаномовних становила 5,8 % від усіх жителів.
За віковим діапазоном населення розподілялося таким чином: 19,0 % — особи молодші 18 років, 62,0 % — особи у віці 18—64 років, 19,0 % — особи у віці 65 років та старші. Медіана віку мешканця становила 43,9 року. На 100 осіб жіночої статі у місті припадало 90,1 чоловіків; на 100 жінок у віці від 18 років та старших — 87,1 чоловіків також старших 18 років.
Середній дохід на одне домашнє господарство становив 76 016 доларів США (медіана — 60 574), а середній дохід на одну сім'ю — 98 996 доларів (медіана — 86 488). Медіана доходів становила 55 370 доларів для чоловіків та 41 163 долари для жінок. За межею бідності перебувало 8,0 % осіб, у тому числі 13,6 % дітей у віці до 18 років та 5,0 % осіб у віці 65 років та старших.
Цивільне працевлаштоване населення становило 15 229 осіб. Основні галузі зайнятості: освіта, охорона здоров'я та соціальна допомога — 25,1 %, роздрібна торгівля — 13,7 %, виробництво — 10,2 %, мистецтво, розваги та відпочинок — 9,3 %.

### Перепис 2000
За даними перепису 2000 року
на території муніципалітету мешкало 28 195 людей, було 11 197 садиб.
Густота населення становила 459,9 осіб/км². З 11 197 садиб у 27,8 % проживали діти до 18 років, подружніх пар, що мешкали разом, було 53,9 %,
садиб, у яких господиня не мала чоловіка — 11,4 %, садиб без сім'ї — 31 %.
Власники 13,2 % садиб мали вік, що перевищував 65 років, а в 26,6 % садиб принаймні одна людина була старшою за 65 років. Кількість людей у середньому на садибу становила 2,47, а в середньому на родину 3,02.
Середній річний дохід на садибу становив 43 514 доларів США, а на родину — 54 837 доларів США. Чоловіки мали дохід 40 210 доларів, жінки — 29 314 доларів. Дохід на душу населення був 21 440 доларів. Приблизно 6,8 % родин та 8,3 % населення жили за межею бідності.
Медіанний вік населення становив 41 років. На кожних 100 жінок віком понад 18 років припадало 84,9 чоловіків.